# リーガルグリーム
リーガルグリーム（欧字名:Regal Gleam、1964年3月17日 - 1976年4月13日）は、アメリカ合衆国の競走馬。1966年アメリカ最優秀2歳牝馬。

## 生涯
米国競馬殿堂入りのハーシュ・ジェイコブスによって生産され、ジェイコブスの娘のパトリスが所有した。
2歳シーズンはデラウェアパーク競馬場のブルーヘンステークス、アケダクト競馬場のフリゼットステークス、ローレルパーク競馬場のセリマステークスで勝利を収めた。
3歳シーズンは大きく調子を落とし、19戦してわずか3勝に終わる。シーズン終了をもって引退。
引退後はクレイボーンファームで繁殖入り。バックパサー、トムロルフ、ラウンドテーブルなどがつけられ、ラウンドテーブルとの間にはサンタアニタハンデキャップなどを勝ったロイヤルグリントをもうけた。
1976年4月13日、疝痛手術による合併症のため、12歳で死亡。

## 主要なファミリーライン
- Tregonwell's Natural Barb Mare - F-No.1始祖
  - （10代省略）
    - Web 1808 - F-No.1-s始祖
      - （11代省略）
        - La Troienne 1926 ---←ラトロワンヌ系へ
          - Big Hurry 1936 ---←ビッグハリー系へ
            - No Fiddling 1945
              - Miz Carol 1953
                - Regal Gleam 1964 ---↓(改行)

牝系図の主要な部分（G1級競走優勝馬、日本のグレード制重賞優勝馬、その他個別記事のある馬）は以下の通り。*は日本に輸入された馬。
---↓リーガルグリーム系
- Regal Gleam 1964
  - Foreseer 1969 
    - Far 1979 
      - *ニヤー 1985 
        - *ニアーザゴールド 1991 
          - ロードプラチナム 1996（函館記念）
          - ゴールドヘイロー 1997

    - Caerleon 1980（仏ダービー、ベンソン＆ヘッジズゴールドカップ）
    - *ヴィジョン 1981（セクレタリアトステークス）
    - Video 1983 
      - *スキャン 1988（ジェロームハンデキャップ、ペガサスハンデキャップ）
      - *レースカム 1992 
        - エリモトゥデイ 2006 
          - ディオスコリダー 2014（カペラステークス）

  - *ラーセニー 1989
    - Bribe 1996
      - Brincalhona 2001
        - Talentab 2006（マルガリーダ・ポラク・ララ大賞）

      - Bridge Queen 2009
        - Future Queen  2014（ゼリア・ゴンサガ・ペイショト・ヂ・カストロ大賞）

  - Royal Glint 1970（サンタアニタハンデキャップなどGI3勝）
  - Glisk 1972 
    - Glim 1984 
      - *リボーズシークレット 1993 
        - シークレットルーム 2001 
          - クラーベセクレタ 2008（クイーン賞ほか）

  - Idle Gleam 1973
    - Gleaming Water 1979
      - *ミドルフォークラピッヅ 1988
        - Michigan Bluff 1994
          - Heatherdoesntbluff 2003
            - *キラーグレイシス 2009（ハリウッドスターレットステークス）
              - キラーアビリティ 2019（ホープフルステークス）

          - Soul Crusader 2012
            - There Goes Harvard 2018（ハリウッドゴールドカップ）

  - Pucheca 1974
    - Tableaux 1978
      - Scuffleburg 1989（ペガサスハンデキャップ、ガルフストリームパークハンデキャップ）

- 出典：牝系検索α

## 血統表
| リーガルグリームの血統        | リーガルグリームの血統                                                 | リーガルグリームの血統                                                 | （血統表の出典）                                                       | （血統表の出典） |
| 父系                          | ヘイルトゥリーズン系（ターントゥ系）                                   | ヘイルトゥリーズン系（ターントゥ系）                                   | ヘイルトゥリーズン系（ターントゥ系）                                   |                  |
| 父 Hail to Reason 黒鹿毛 1958 | 父の父Turn-to 鹿毛 1951                                                | Royal Charger                                                          | Nearco                                                                 | Nearco           |
| 父 Hail to Reason 黒鹿毛 1958 | 父の父Turn-to 鹿毛 1951                                                | Royal Charger                                                          | Sun Princess                                                           |                  |
| 父 Hail to Reason 黒鹿毛 1958 | 父の父Turn-to 鹿毛 1951                                                | Source Sucree                                                          | Admiral Drake                                                          | Admiral Drake    |
| 父 Hail to Reason 黒鹿毛 1958 | 父の父Turn-to 鹿毛 1951                                                | Source Sucree                                                          | Lavendula                                                              |                  |
| 父 Hail to Reason 黒鹿毛 1958 | 父の母Nothirdchance 鹿毛 1948                                          | Blue Swords                                                            | Blue Larkspur                                                          | Blue Larkspur    |
| 父 Hail to Reason 黒鹿毛 1958 | 父の母Nothirdchance 鹿毛 1948                                          | Blue Swords                                                            | Flaming Swords                                                         |                  |
| 父 Hail to Reason 黒鹿毛 1958 | 父の母Nothirdchance 鹿毛 1948                                          | Galla Colors                                                           | Sir Gallahad                                                           | Sir Gallahad     |
| 父 Hail to Reason 黒鹿毛 1958 | 父の母Nothirdchance 鹿毛 1948                                          | Galla Colors                                                           | Rouge et Noir                                                          |                  |
| 母 Miz Carol 鹿毛 1953        | 母の父Stymie 栗毛 1941                                                 | Equestrian                                                             | Equipoise                                                              | Equipoise        |
| 母 Miz Carol 鹿毛 1953        | 母の父Stymie 栗毛 1941                                                 | Equestrian                                                             | Frilette                                                               |                  |
| 母 Miz Carol 鹿毛 1953        | 母の父Stymie 栗毛 1941                                                 | Stop Watch                                                             | On Watch                                                               | On Watch         |
| 母 Miz Carol 鹿毛 1953        | 母の父Stymie 栗毛 1941                                                 | Stop Watch                                                             | Sunset Gun                                                             |                  |
| 母 Miz Carol 鹿毛 1953        | 母の母No Fiddling 鹿毛 1945                                            | King Cole                                                              | Pharamond                                                              | Pharamond        |
| 母 Miz Carol 鹿毛 1953        | 母の母No Fiddling 鹿毛 1945                                            | King Cole                                                              | Golden Melody                                                          |                  |
| 母 Miz Carol 鹿毛 1953        | 母の母No Fiddling 鹿毛 1945                                            | Big Hurry                                                              | Black Toney                                                            | Black Toney      |
| 母 Miz Carol 鹿毛 1953        | 母の母No Fiddling 鹿毛 1945                                            | Big Hurry                                                              | La Troienne                                                            |                  |
| 母系(F-No.)                   | (FN:1-s)                                                               | (FN:1-s)                                                               | (FN:1-s)                                                               | [ § 2 ]          |
| 5代内の近親交配               | Pharos：S5×S5、Plucky Liege：S5×S5、Man o' War：S5×M5×M5、Teddy：S5×M5 | Pharos：S5×S5、Plucky Liege：S5×S5、Man o' War：S5×M5×M5、Teddy：S5×M5 | Pharos：S5×S5、Plucky Liege：S5×S5、Man o' War：S5×M5×M5、Teddy：S5×M5 | [ § 3 ]          |
| 出典                          | 1. 2. 3.                                                               | 1. 2. 3.                                                               | 1. 2. 3.                                                               | 1. 2. 3.         |

- 主な近親にサーチング、ティッカネン、メジロパーマー、モガミなど。